# El bola
El bola è un film del 2000 diretto da Achero Mañas.

## Riconoscimenti
- European Film Awards 2001: Prix Fassbinder (Achero Mañas)
- 4 Premi Goya 2001: miglior film, miglior regista esordiente, miglior attore rivelazione (Juan José Ballesta) e miglior sceneggiatura originale